# Вулиця Софії Ковалевської (Київ)
Ву́лиця Софі́ї Ковале́вської — вулиця в Голосіївському районі міста Києва, місцевість Голосіїв. Пролягає від вулиці Юлії Здановської до проспекту Академіка Глушкова.

## Історія
Вулиця виникла в середині XX століття під назвою Нова. Сучасна назва на честь російського математика С. В. Ковалевської — з 1957 року.